# Justyn Lang
Justyn Franciszek Lang (ur. 1847, zm. 17 stycznia 1907 we Lwowie) – polski urzędnik, radny Lwowa, działacz sokoli i społeczny.

## Życiorys
Urodził się w 1847 we Lwowie lub w Wolicy. Był synem Józefa i Bronisławy z domu Niemczewskiej. Od 1861 do 1869 kształcił się w Gimnazjum im. Franciszka Józefa we Lwowie. Ukończył studia prawnicze na Wydziale Prawa Uniwersytetu Lwowskiego oraz przez rok kształcił się w Akademii Handlowej w Wiedniu. Pracował jako referent w kancelarii adwokackiej Michała Gnoińskiego, sekretarz Izby Adwokackiej we Lwowie, urzędnik Galicyjskiego Towarzystwa Kredytowego Ziemskiego, zastępca dyrektora Lwowskiej Spółki Zaliczkowej Stowarzyszenia Urzędników. 
Był wieloletnim działaczem Polskiego Towarzystwa Gimnastycznego „Sokół”, w gnieździe lwowskim był wydziałowym, gospodarzem. Przyczynił się do budowy gmachu gniazda oraz boiska tej organizacji, ukończonego w 1901 i poświęconego 21 maja 1902. W 1903 podczas zlotu sokolego we Lwowie pełnił funkcję kwatermistrza. Był też członkiem zwyczajnym Macierzy Szkolnej dla Księstwa Cieszyńskiego. Udzielał się także w Lwowskim Komitecie Obywatelskim i Związku Rodzicielskim, którego był inicjatorem. Organizował także czas wolny dla dzieci i młodzieży, w sposób szczegóły propagował piłkę nożną, której był miłośnikiem i sam ją uprawiał pomimo kalectwa. Od 1892 pełnił mandat radnego we Lwowie. Uchodził za jednego z najpopularniejszych ludzi we Lwowie.
Był żonaty z Emilią z domu Winter, z którą miał synów Ernesta, Franciszka, córkę Zofię
Zmarł 17 stycznia 1907 we Lwowie. Został pochowany na Cmentarzu Łyczakowskim we Lwowie 19 stycznia 1907.